# Pałac w Dziesławiu
Pałac w Dziesławiu (niem. Schloss Deichslau) – zabytkowy pałac  w Dziesławiu – wsi w Polsce, w województwie dolnośląskim, w powiecie lubińskim, w gminie Ścinawa.

## Historia
Pałac wybudowany w XVIII w. z inicjatywy ówczesnych właścicieli Dziesławia, Hansa Albrechta von Langenau i jego żony Christine Charlotte von Mudrach. Autorem projektu rezydencji był śląski architekt Martin Frantz. Obiekt w ruinie jest częścią zespołu pałacowego, w skład którego wchodzi jeszcze park.

## Opis
Pałac wybudowany na planie zbliżonym do litery "U", kryty pierwotnie dachem mansardowym czterospadowym z lukarnami. Po bokach głównej fasady znajdują się skrzydła wysunięte do przodu. Główne wejście w balkonowym portalu zwieńczonym półkolistym frontonem zawierającym dwa kartusze z herbami właścicieli: von Mudrach  (po lewej) i von Langenau (po prawej, zniszczony). Wejście do pałacu ujmuje balkonowy portal wejściowy zwieńczony segmentowym frontonem z herbami właścicieli.

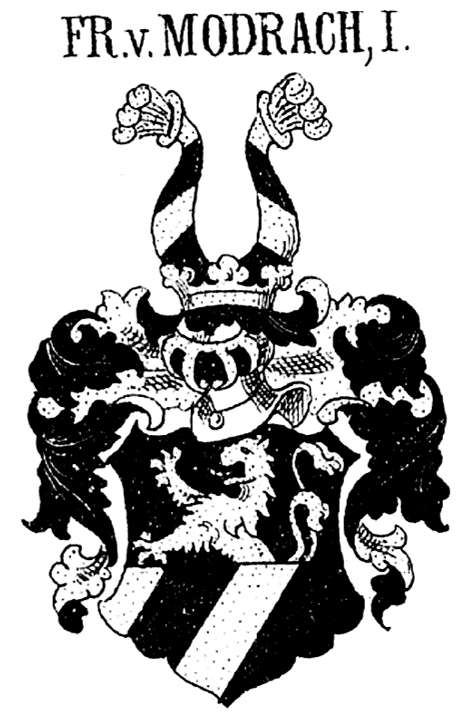
Herb von Mudrach
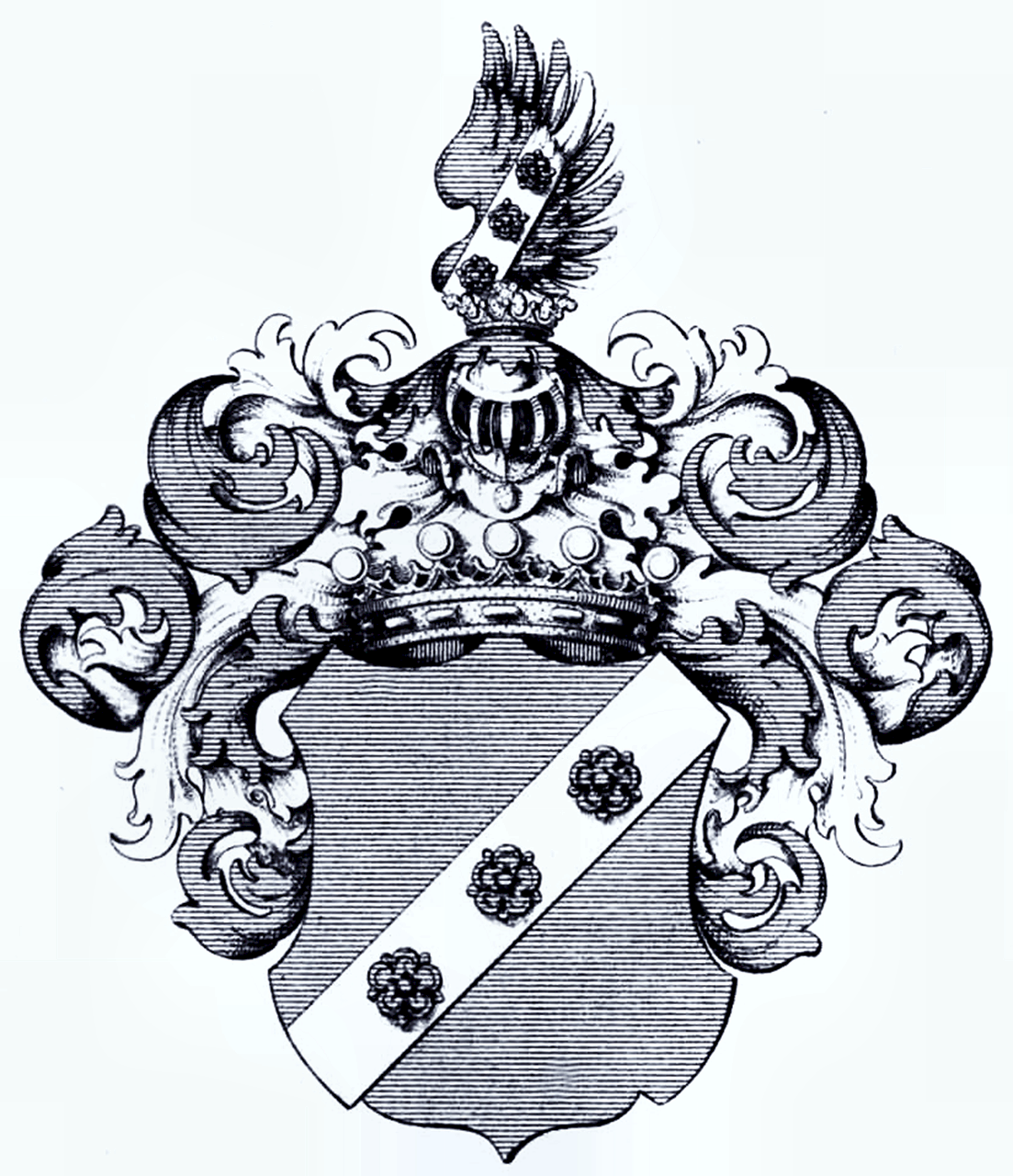
Herb von Langenau